# テルツィーニョ
テルツィーニョ（イタリア語: Terzigno）は、イタリア共和国カンパニア州ナポリ県にある、人口約1万9000人の基礎自治体（コムーネ）。

## 地理

### 位置・広がり
ナポリ県南東部のコムーネ。県都ナポリから東南東へ20kmの距離にある。

#### 隣接コムーネ
隣接するコムーネは以下の通り。
- ボスコレアーレ
- ボスコトレカーゼ
- オッタヴィアーノ
- ポッジョマリーノ
- サン・ジュゼッペ・ヴェズヴィアーノ

## 行政

### 分離集落
テルツィーニョには、以下の分離集落（フラツィオーネ）がある。
- Boccia al Mauro, Croce del Carmine, Avini, Giugliani, Miranda, Campitelli-Zabatta